# Литчфилд (город, Миннесота)
Литчфилд (англ. Litchfield) — город в округе Микер, штат Миннесота, США. На площади 12,1 км² (9,7 км² — суша, 2,4 км² — вода), согласно переписи 2002 года, проживают 6562 человека. Плотность населения составляет 675,1 чел./км².
- Телефонный код города — 320
- Почтовый индекс — 55355
- FIPS-код города — 27-37448[1]
- GNIS-идентификатор — 0646743[2]